# Montse Cortés
Montserrat Cortés Fernández (Barcelone, 1963) est une chanteuse gitane espagnole de flamenco connue sous son nom de scène Montse Cortés.

## Discographie
- Alabanza (2000/Sony) Son disque le plus célèbre, qui lui valut une nomination aux Grammys Latinos.
- La rosa blanca (2004/Sony Bmg)
- Flamencas en la Sombra (2014/Universal)

## Collaborations
- Suena flamenco (1998) de Miguel Poveda
- De la zambra al duende (1999) de Juan Habichuela
- Joaquín Cortés Live au Royal Albert Hall (2003/Sony)
- Cositas Buenas de Paco de Lucía (2004/Sony Bmg)
- Neruda en el corazón (2004), hommage collectif au poète Pablo Neruda.
- Casa Limón (2005)
- B.S.O. La leyenda del tiempo (2006)
- El tío Moncho. El arte del bolero (2007)
- Leyenda andaluza (2008/Arc Music) avec Danza Fuego
- El Día Que Me Quieras avec Andrés Calamaro
- Esencial Diego "El Cigala" (2016/Sony Music) : Sol y Luna